# Rubén Cano
Rubén Andrés Cano Martínez (*San Rafael, provincia de Mendoza, Argentina, 5 de febrero de 1951), más conocido como Rubén Cano, es un futbolista retirado hispano-argentino que militó en varios equipos españoles, entre los cuales cabe destacar su paso por el Club Atlético de Madrid, equipo en el cual vivió sus mejores momentos como profesional, ganando una Liga y siendo seleccionado por España, con la que disputó el Mundial de Argentina 1978.

## Biografía
Rubén Cano nació en la ciudad de San Rafael en la provincia de Mendoza (Argentina) y sería en aquella ciudad donde dio sus primeros pasos en el mundo del fútbol. En 1970, con diecinueve años, fichó por el Club Atlético Atlanta de la capital argentina, Buenos Aires, donde se mantuvo cuatro temporadas hasta que en 1974 fue fichado por el conjunto español del Elche CF de la mano de Néstor Raúl Rossi, quien ya había sido su entrenador en el Atlanta. Para ello obtuvo la nacionalidad española, al ser hijo de un emigrante español (su padre había nacido en la localidad almeriense de Purchena.
En 1976 ficha por el Atlético de Madrid, conjunto con el que se proclama campeón Liga en su primer año. En el equipo madrileño jugaría un total de seis temporadas, siendo en aquellos años internacional con la selección española, con la que disputó un total de doce encuentros.
Tras su paso por las filas colchoneras llegó en 1982 al Club Deportivo Tenerife, donde tres temporadas, para marchar finalmente al Rayo Vallecano, donde colgó las botas en 1987.
Tras su retirada, fue nombrado por Jesús Gil secretario técnico del Atlético de Madrid, cargo que mantuvo hasta 1990.

### Selección nacional
Contando con doble nacionalidad, Rubén Cano optó por ser internacional con la selección española, siendo convocado por Ladislao Kubala por primera vez para el encuentro de clasificación para la Copa Mundial de Fútbol de 1978 que se disputó el 16 de abril de 1977 en Bucarest, y que enfrentó a las selecciones de Rumania y España, venciendo los anfitriones por 1-0. En entrevistas posteriores reconoció que había tenido algún contacto con Menotti sobre la posibilidad de jugar con Argentina, decantándose finalmente por la opción de España.
Durante dos años disputó un total de doce encuentros con España, siempre con Kubala en el banquillo. Anotó un total de cuatro goles, entre ellos el decisivo que marcó en el Estadio Estrella Roja de Belgrado y que supuso la clasificación de España para disputar el Mundial de Argentina 1978. 
Su presencia en la selección planteó cierta polémica tanto en su primera convocatoria, como en sus últimos encuentros.
La relación completa de partidos disputados por Rubén Cano con la selección española es la siguiente:
| Fecha      | Competición                          | Estadio           | Ciudad                   | Encuentro  | Encuentro | Encuentro | Goles |
| ---------- | ------------------------------------ | ----------------- | ------------------------ | ---------- | --------- | --------- | ----- |
| 16/04/1977 | Clasificación Mundial Argentina 1978 | Steaua            | Bucarest (Rumanía)       | Rumania    | 1:0       | España    |       |
| 21/09/1977 | Amistoso                             | Wankdorfstadion   | Berna (Suiza)            | Suiza      | 1:2       | España    |       |
| 26/10/1977 | Clasificación Mundial Argentina 1978 | Vicente Calderón  | Madrid                   | España     | 2:0       | Rumania   |       |
| 30/11/1977 | Clasificación Mundial Argentina 1978 | Crverna Zvezda    | Belgrado (Yugoslavia)    | Yugoslavia | 0:1       | España    |       |
| 25/01/1978 | Amistoso                             | Santiago Bernabéu | Madrid                   | España     | 2:1       | Italia    |       |
| 24/05/1978 | Amistoso                             | Centenario        | Montevideo (Uruguay)     | Uruguay    | 0:0       | España    |       |
| 03/06/1978 | Mundial Argentina 1978               | El Fortín         | Buenos Aires (Argentina) | Austria    | 2:1       | España    |       |
| 04/10/1978 | Clasificación Eurocopa 1980          | Maksimir          | Zagreb (Yugoslavia)      | Yugoslavia | 1:2       | España    |       |
| 15/11/1978 | Clasificación Eurocopa 1980          | Luis Casanova     | Valencia                 | España     | 1:0       | Rumania   |       |
| 13/12/1978 | Clasificación Eurocopa 1980          | Helmántico        | Salamanca                | España     | 5:0       | Chipre    |       |
| 04/04/1979 | Clasificación Eurocopa 1980          | Central           | Craiova (Rumanía)        | Rumania    | 2:2       | España    |       |
| 26/09/1979 | Amistoso                             | Balaídos          | Vigo                     | España     | 1:1       | Portugal  |       |

#### Participaciones en Copas del Mundo
| Mundial                        | Sede      | Resultado    | Partidos | Goles |
| ------------------------------ | --------- | ------------ | -------- | ----- |
| Copa Mundial de Fútbol de 1978 | Argentina | Primera Fase | 1        | 0     |

## Clubes
| Club                  | Años      |
| --------------------- | --------- |
| Club Atlético Atlanta | 1970-1974 |
| Elche CF              | 1974-1976 |
| Atlético de Madrid    | 1976-1982 |
| CD Tenerife           | 1982-1985 |
| Rayo Vallecano        | 1985-1987 |

## Títulos

### Campeonatos nacionales
- 1 Liga: 1976/77 (Atlético de Madrid).